# Jewgeni Alexandrowitsch Bussygin
Jewgeni Alexandrowitsch Bussygin (russisch Евгений Александрович Бусыгин; * 9. September 1987 in Moskau, Russische SFSR) ist ein russischer Eishockeyspieler, der seit 2015 bei Buran Woronesch in der Wysschaja Hockey-Liga unter Vertrag steht.

## Karriere
Jewgeni Bussygin begann seine Karriere als Eishockeyspieler in seiner Heimatstadt in der Nachwuchsabteilung des HK ZSKA Moskau, für dessen Profimannschaft er in der Saison 2007/08 sein Debüt in der Superliga gab. Dabei blieb er in fünf Spielen punktlos und erhielt zwei Strafminuten. Parallel lief der Verteidiger zudem für ZSKAs zweite Mannschaft in der drittklassigen Perwaja Liga auf. Die Saison 2008/09 verbrachte er beim HK Belgorod in der Wysschaja Liga, der zweiten russischen Spielklasse. Für diesen erzielte er in 51 Spielen 19 Scorerpunkte, woraufhin der Linksschütze zu seinem Heimatverein ZSKA Moskau zurückkehrte. Für diesen stand er in der Saison 2009/10 in 13 Spielen in der Kontinentalen Hockey-Liga auf dem Eis, in denen er punktlos blieb. Im Anschluss wurde der Verteidiger von Witjas Tschechow verpflichtet, bei denen der Linksschütze zu elf Einsätzen in der KHL kam. Im Dezember 2010 erhielt Bussygin einen Kontrakt bei Metallurg Nowokusnezk.

## Statistik
(Stand: Ende der Saison 2010/11)